# 斯通黑文
斯通黑文（英語：Stonehaven，i/stoʊnˈheɪvən/），是蘇格蘭阿伯丁郡的市鎮，位於蘇格蘭的東北海岸，據2011年蘇格蘭人口普查統計，人口為11,602，其歷史可以追溯至鐵器時代，當地人習慣稱之為「Stoney」。

## 商業及文化

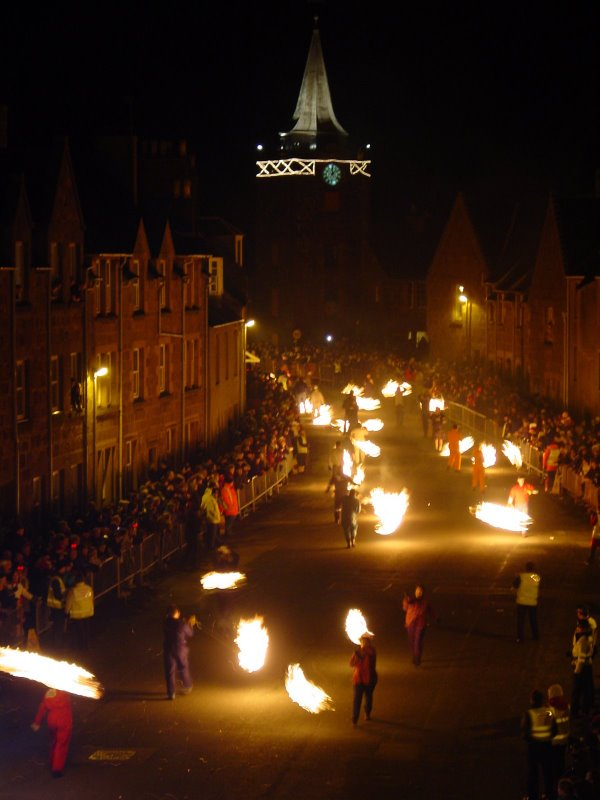
2003年斯通黑文火球儀式盛典

斯通黑文的傳統商業活動為捕魚，漁獲以希靈魚（Herring）為主，高峰期為1894年，其時年產量為15百萬條。由於過度捕魚，漁業規模逐漸萎縮，至1939年，其漁獲只足夠供應當地食用，早期的捕魚船隊亦只有部分殘存下來。
時至今日，其經濟已經轉型至旅遊業為主，每年均有大量遊客到訪鄧諾特城堡。該處為1990年電影《王子復仇記》的拍攝場地，亦被設定為英國版Windows 7操作系统的桌面背景，和經常被用作蘇格蘭旅遊業的宣傳材料。
每年霍格莫內節慶，市內主要街頭都會人頭湧湧，圍觀火球儀式盛典。
斯通黑文亦相傳是油炸瑪氏巧克力棒的發祥地。當地的炸魚薯條店曾經有每週售賣100至150份油炸瑪氏巧克力棒的紀錄，當中大約70%是賣給遊客的。
斯通黑文有一个室外的游泳馆。

## 交通
斯通黑文火車站於1849年啟用，原本位於市鎮外圍，由於市鎮不斷擴展，現在已被該市吞併。

## 友好城市
- 法國 阿谢尔